# Jost Gleisner
Jost Kaspar Gleisner (* 25. Februar 1784 in Altwildungen; † 11. November 1835 ebenda) war ein deutscher Landwirt, Bürgermeister und Politiker.

## Leben
Gleisner war der Sohn des Landwirts Johannes Gleisner (* 29. August 1734 in Alt-Wildungen; † 11. Juni 1806 ebenda) und dessen Ehefrau Marie Christine Philippine Meyer (* 18. August 1746 in Alt-Wildungen; † 19. Mai 1808 ebenda). Er war evangelisch und heiratete am 20. Dezember 1807 in Alt-Wildungen Charlotte Anna Elisabeth Hesselbein (* 2. September 1787 in Alt-Wildungen; † 12. Juni 1882 ebenda), die Tochter des Landwirts und Ratsherren Johann Daniel Hesselbein und der Johanna Elisabeth Seip.
Gleisner lebte als Landwirt in Alt-Wildungen. 1821 war er Stadtfreund und 1823 der 21. Schützenkönig der Schützengesellschaft Alt-Wildungen. Von 1824 bis 1828 und erneut von (Herbst) 1834 bis 1835 amtierte er als Bürgermeister der Stadt Alt-Wildungen. Als solcher war er vom 18. Oktober 1824 bis zum 10. Oktober 1828 und von (Herbst) 1834 bis zum 2. Dezember 1835 Mitglied des Landstandes des Fürstentums Waldeck.